# ياسر السري
ياسر توفيق علي السري (الكنية أبو عمار) هو ناشط مصري له صلات بطلائع الفتح والجماعة الإسلامية المصرية، وقد حُكم عليه بالإعدام في عام 1998 بعد قضية العائدين من ألبانيا.
عند لجوئه في إنجلترا أصبح مديرًا لمركز المعلومات الإسلامي.

## النشأة
وُلد السري في أواخر الخمسينات من القرن العشرين ودرس المدرسة الابتدائية في المنصورة من 1967 إلى 72 قبل الذهاب إلى المدرسة في السويس خلال السنوات العشر اللاحقة. تم اعتقاله في مصر بتهمة التورط في الأوساط الإسلامية المتشددة في سبتمبر 1981. في عام 1982 حصل على تصريف مخزي من الجيش المصري بعد مشاركته في مظاهرات ضد الحكومة، ثم ذهب إلى معهد الخدمات الاجتماعية ببورسعيد للأعوام الخمسة القادمة. في عام 1984 سُجن لمدة ثلاثة أشهر لتوزيعه منشورات تهاجم القيادة السياسية المصرية.
بدأ أخيرًا العمل في الهداية الإسلامية التي ساعدت أسر الإسلاميين الذين اعتقلتهم الحكومة.
انتقل إلى اليمن في عام 1989 ثم إلى السودان. سافر إلى بيشاور في باكستان ثلاث مرات حيث تطوع مع المنظمات الخيرية لمساعدة اللاجئين من الحرب السوفيتية الأفغانية من 1991 حتى 1992.

## تاريخ التشدد
حُكم عليه بالإعدام غيابيًا في عامي 1993 أو 1994 في أعقاب محاولة اغتيال رئيس الوزراء المصري عاطف صدقي التي قتلت تلميذة تبلغ من العمر 12 عامًا اسمها شيماء.
هرب إلى إنجلترا عام 1994 وحصل على حق اللجوء السياسي. بدأ إنتاج المرصد الإعلامي الإسلامي. وفي أعقاب مذبحة الأقصر عام 1997 أصدرت مصر قائمة بأربعة عشر إسلاميًا مطلوبًا، بما في ذلك السري.
في 29 أبريل و23 أكتوبر 1999، تلقى مكالمات هاتفية من أحمد عبد الستار. تم اعتقاله في أكتوبر 2001 بتهمة مساعدة عبد الستار في دعم عمر عبد الرحمن، لكن تم رفض التهم بعد سبعة أشهر.
في عام 2005، أدلى بتصريحات لوسائل الإعلام زعم فيها أن حسني مبارك قد زور الانتخابات المصرية، وشجع المواطنين على مقاطعة الانتخابات.
في 7 أغسطس 2002، اعتقلت مصر شقيقي السري في السويس واحتجزتهما رهن الاعتقال الإداري. كان يحيى توفيق علي السري مدربًا لكرة القدم، وكان محمد توفيق علي السري مهندسًا. في 1 أكتوبر 2003، تم إلقاء القبض على عمه السيد محمد حسن عبد الغني وأصبح سجين الأشباح.
في مقابلة بثت على قناة الحوار في 2 فبراير 2011 (كما تُرجمت بواسطة MEMRI)، دعا السري المصريين إلى منع الشحن الدولي عبر قناة السويس لدعم الثورة ضد حسني مبارك.

## الحواشي
1. 1 2 3 4  Brachman, Jarret. "Global Jihadism", p. 166
2. ↑  Bodansky, Yossef. "Bin Laden", p. 293
3. 1 2  Herald Journal, "Airstrike may have killed key militant: 1st reported death", October 19, 2001
4. ↑  An Enemy We Created: The Myth of the Taliban-Al Qaeda Merger in Afghanistan. Oxford University Press. ص. 494. مؤرشف من الأصل في 2020-01-24.
5. 1 2 3 4 5  الأهرام, Egypt's Most Wanted نسخة محفوظة 11 يونيو 2013 على موقع واي باك مشين.
6. ↑  Library Information and Research Service, "The Middle East", 2008. p. 741
7. ↑  Anderson, Jon Lee. "The Lion's Grave", p. 194
8. ↑  الخليج تايمز, Candidate woos others, and then votes for Hosni, September 13, 2005 نسخة محفوظة 18 سبتمبر 2012 على موقع واي باك مشين.
9. 1 2  Cageprisoners.com, Ghost: Al-Sayid Muahmmad Hassan 'Abd al-Ghani نسخة محفوظة 3 مارس 2016 على موقع واي باك مشين.
10. ↑  Egypt Uprising: London-Based Egyptian Islamist Yasser Al-Sirri Calls to Block International Shipping in the Suez Canal and to Halt the Flow of Oil, MEMRI, February 2, 2011 Clip No. 2790. نسخة محفوظة 4 مارس 2016 على موقع واي باك مشين.